# Simon the Sorcerer 5
Simon the Sorcerer 5 (tyska: Simon the Sorcerer: Wer will schon Kontakt?) är ett äventyrsspel som släpptes under 2009 till Microsoft Windows, och utvecklades av Silver Style Entertainment.